# Grevillea halmaturina
Grevillea halmaturina là một loài thực vật có hoa trong họ Quắn hoa. Loài này được Tate miêu tả khoa học đầu tiên năm 1883.